# Adam Śmigielski (chorąży)
Adam Śmigielski herbu Łodzia (ur. ok. 1650, zm. w 1716 roku) – chorąży nadworny koronny w latach 1706–1716, stolnik koronny z nadania Stanisława Leszczyńskiego w 1707 roku, starosta gnieźnieński. Był konsyliarzem województwa poznańskiego w konfederacji sandomierskiej 1704 roku.